# The Beatles Beat
The Beatles Beat (englisch Der Beat der Beatles) ist das dritte in Deutschland veröffentlichte Album der britischen Band The Beatles. Es erschien am 15. April 1964. Es ist das erste Kompilationsalbum der Beatles in Deutschland. In Großbritannien und den USA erschien das Album nicht.

## Entstehung
Fünf Monate nach der Veröffentlichung des deutschen Debütalbums der Beatles With the Beatles erschien das Kompilationsalbum The Beatles Beat, das fünf Lieder dieses Albums, inklusive der Singleauskopplung Please Mr. Postman, beinhaltet, sowie die Single-A-Seiten From Me to You, She Loves You und Can’t Buy Me Love einschließlich deren B-Seiten. Weiterhin befindet sich auf dem Album die Single-A-Seite I Want to Hold Your Hand. Vom Album Die Zentrale Tanzschaffe der weltberühmten Vier aus Liverpool wurde kein Lied verwendet.
Das Album wurde im Jahr 1978 auch in Japan veröffentlicht.
The Beatles Beat wurde in Deutschland bis zum Jahr 1969 in einer Monoversion vertrieben. Ab 1969 wurde das Album in einer Stereoversion veröffentlicht. Letztmals wurde The Beatles Beat im Jahr 1981 aufgelegt.
In Deutschland wurde das Album The Beatles Beat in den Jahren von 1964 bis 1972, mit einer anderen Covergestaltung und teilweise mit einer anderen Betitelung, von verschiedenen Buchklubs aufgelegt. Einige der folgenden aufgeführten Ausgaben bekamen in den Folgejahren Sammlerwert.
| Titel                | Veröffentlichung | Label Katalognr.                                        |
| -------------------- | ---------------- | ------------------------------------------------------- |
| The Beatles          | Juli 1964        | DEUTSCHER SCHALLPLATTENCLUB E 043 (mono)/J 033 (stereo) |
| The Beatles Beat     | Okt. 1965        | Odeon IMPRESSION 6086                                   |
| AND NOW: THE BEATLES | Juni 1966        | SR INTERNATIONAL 73 735                                 |
| The Beatles          | Sommer 1972      | Odeon 28 174-1                                          |

## Wiederveröffentlichung
Das Album The Beatles Beat wurde bisher nicht legal auf CD veröffentlicht.

## Covergestaltung
Das Design des Albumcovers stammt von dem Atelier Robert Pütz.

## Titelliste
| Nr. | Lied                     | Autor            | Leadgesang           | Länge | Erstveröffentlichung              |
| --- | ------------------------ | ---------------- | -------------------- | ----- | --------------------------------- |
| 01  | She Loves You            | Lennon/McCartney | Lennon und McCartney | 2:19  | Single-A-Seite                    |
| 02  | Thank You Girl           | Lennon/McCartney | Lennon               | 2:04  | Single-B-Seite von From Me to You |
| 03  | From Me to You           | Lennon/McCartney | Lennon               | 1:58  | Single-A-Seite                    |
| 04  | I’ll Get You             | Lennon/McCartney | Lennon und McCartney | 2:06  | Single-B-Seite von She Loves You  |
| 05  | I Want to Hold Your Hand | Lennon/McCartney | Lennon und McCartney | 2:26  | Single-A-Seite                    |
| 06  | Hold Me Tight            | Lennon/McCartney | McCartney            | 2:32  | vom Album With the Beatles        |

| Nr. | Lied                       | Autor                                        | Leadgesang | Länge | Erstveröffentlichung         |
| --- | -------------------------- | -------------------------------------------- | ---------- | ----- | ---------------------------- |
| 07  | Can’t Buy Me Love          | Lennon/McCartney                             | McCartney  | 2:08  | vom Album A Hard Day’s Night |
| 08  | You Can’t Do That          | Lennon/McCartney                             | Lennon     | 2:35  | vom Album A Hard Day’s Night |
| 09  | Roll Over Beethoven        | Chuck Berry                                  | Harrison   | 2:45  | vom Album With the Beatles   |
| 10  | Till There Was You         | Meredith Willson                             | McCartney  | 2:14  | vom Album With the Beatles   |
| 11  | Money (That’s What I Want) | Janie Bradford/Berry Gordy                   | Lennon     | 2:49  | vom Album With the Beatles   |
| 12  | Please Mr. Postman         | Garrett/Dobbins/Brian Holland/Gorman/Bateman | Lennon     | 2:34  | vom Album With the Beatles   |

## Chartplatzierungen
| ChartsChartplatzierungen | Höchstplatzierung | Monate |
| ------------------------ | ----------------- | ------ |
| Deutschland (GfK)        | 9 (6 Mt.)         | 6      |